# Боровий (Сєровський міський округ)
Борови́й (рос. Боровой) — селище у складі Сєровського міського округу Свердловської області.
Населення — 44 особи (2010, 120 у 2002).
Національний склад населення станом на 2002 рік: росіяни — 85 %.
Стара назва — 220-й квартал.